# Wolfgang Rodi
Wolfgang Rodi (* 30. September 1942 in Schwäbisch Gmünd) ist ein deutscher Ingenieurswissenschaftler und Hochschullehrer.

## Leben
Rodi studierte Luftfahrttechnik an der Universität Stuttgart und schloss dort 1966 als Dipl.-Ing. ab. 1973 erfolgte seine Promotion zum Ph.D. am Imperial College London, an dem er von 1968 bis 1972 eine Stellung als Forschungsassistent am Department of Mechanical Engineering bekleidete. Er kehrte nach Deutschland zurück, wo er Projektleiter des Sonderforschungsbereichs 80 an der Universität Karlsruhe und 1978 dort mit der Arbeit Turbulenzmodelle und ihre Anwendung auf Probleme des Wasserbaus habilitiert wurde. Von 1981 bis 2007 war Rodi in Karlsruhe Professor sowie Leiter der Abteilung Turbulente Strömungen des Instituts für Hydromechanik.
Rodi beschäftigt sich mit Berechnungsverfahren für turbulente Strömungen, mit der Anwendung der Berechnungsverfahren auf einen weiten Bereich von Ingenieur- und Umweltproblemen sowie mit der unterstützenden experimentellen Untersuchungen turbulenter Strömungen.

## Auszeichnungen
- 1981: Karl Emil Hilgard Hydraulic Prize der American Society of Civil Engineers
- 1987: Ippen Award der International Association for Hydraulic Research
- 1981: Karl Emil Hilgard Hydraulic Prize der American Society of Civil Engineers
- 1991: Max-Planck-Forschungspreis
- 1997: Hunter Rouse Hydraulic Engineering Lecture Award der American Society of Civil Engineers
- 1997: Fellowship der Japan Society for the Promotion of Science
- 2001: Ehrentitel Guest Professor of Tsinghau University Bejing, Tsinghua-Universität, Peking
- 2006: Fluids Engineering Award der American Society of Mechanical Engineers

## Publikationen (Auswahl)
- mit Ching Jen Chen: Vertical turbulent buoyant jets: a review of experimental data. Oxford, Kronberg i. Taunus 1980: Pergamon Press. ISBN 0-08-024772-5.
- (Hrsg.): Turbulent buoyant jets and plumes. Oxford, Kronberg i. Taunus 1982: Pergamon Press. ISBN 0-08-026492-1.